# Климово-Заборье
Климово-Заборье — деревня в Шенкурском районе Архангельской области. Входит в состав муниципального образования «Федорогорское».

## География
Деревня расположена в южной части Архангельской области, в таёжной зоне, в пределах северной части Русской равнины, в 1 километре на север от города Шенкурска, на правом берегу реки Вага. Ближайшие населённые пункты: на юге деревни Бобыкинская и город Шенкурск, на севере нежилая деревня Филиппово-Кичинская.
Часовой пояс
Климово-Заборье, как и вся Архангельская область, находится в часовой зоне МСК (московское время). Смещение применяемого времени относительно UTC составляет +3:00.

## Население
| 2002 | 2010 | 2012 |
| ---- | ---- | ---- |
| 144  | ↘132 | ↗140 |

## История
Указана в «Списке населённых мест по сведениям 1859 года» в составе Шенкурского уезда(2-го стана) Архангельской губернии под номером «2299» как «Заборъ-Климова». Насчитывала 9 дворов, 43 жителя мужского пола и 42 женского.
В «Списке населённых мест Архангельской губернии к 1905 году» деревня Климово Заборье насчитывает 19 дворов, 75 мужчин и 70 женщин. В административном отношении деревня входила в состав Афанасьевского сельского общества Великониколаевской волости.